# Komórki chloragogenowe
Komórki chloragogenowe – komórki pokrywające powierzchnię jelita oraz naczyń krwionośnych skąposzczetów i wieloszczetów. Pełnią różnorodne funkcje, m.in.: syntezy i rozkładu glikogenu oraz tłuszczów, syntezy mocznika i barwników oddechowych, a także detoksykują organizm. U wieloszczetów znajdują się w zagłębieniu jelita od strony jamy ciała. Po wypełnieniu się metabolitami są usuwane przez metanefrydia.